# Medina multispina
Medina multispina là một loài ruồi trong họ Tachinidae.